# ایشیکاواجیما-هاریما اف۳
ایشیکاواجیما-هاریما اف۳ (به انگلیسی: Ishikawajima-Harima F3) یک موتور هواگرد ساختِ کارخانهٔ آی‌اچ‌آی در کشور ژاپن است.